# Fernando Sánchez (político argentino)
Fernando Sánchez (Resistencia, Chaco, 7 de octubre de 1973) es un licenciado en Ciencia Política, miembro fundador del partido Coalición Cívica y político argentino.
Fue Diputado de la Nación por la Ciudad Autónoma de Buenos Aires en dos ocasiones (2007-2009 y 2013-2017), fue Legislador de la CABA (2009-2013) y Secretario de Fortalecimiento Institucional de la Jefatura de Gabinete de Ministros de la Nación (2017-2019). En 2021 fue candidato a diputado nacional por la lista de Juntos por el Cambio en CABA, encabezada por María Eugenia Vidal.
A lo largo de su carrera ha contribuido en cuestiones relacionadas con la transparencia, ética e integridad pública, fortalecimiento institucional, compliance y derecho electoral a través de distintas responsabilidades legislativas y ejecutivas, tanto en el ámbito nacional como en la Ciudad de Buenos Aires.

## Biografía
Nació en la ciudad de Resistencia, Chaco, donde cursó sus estudios primarios y secundarios. Luego, se graduó de licenciado en Ciencia Política en la Universidad de Belgrano. Se desempeñó como asesor de Elisa Carrió en la Cámara de Diputados. Desde los inicios de su carrera política integró el partido Coalición Cívica ocupando diversos cargos partidarios en la Coalición Cívica ARI. 
Fue dos veces candidato a vicejefe de Gobierno porteño: en el año 2011, como compañero de fórmula de María Eugenia Estenssoro y, en el 2015, secundando a Martín Lousteau.

## Diputado de la Nación (2007-2009)
Asumió como diputado nacional por la Ciudad de Buenos Aires en 2007, en reemplazo de la diputada Elisa Carrió hasta terminar su mandato. En su primer período en la Cámara de Diputados, presentó proyectos de ley tales como el de fideicomiso ciego, de presentación de declaraciones juradas patrimoniales por parte de dirigentes sindicales, de creación de la oficina de monitoreo de la obra pública o de regulación de la publicidad oficial.

## Legislador de la CABA (2009-2013)
En el año 2009, encabezó la lista de legisladores porteños del Acuerdo Cívico y Social resultando electo. Durante su mandato presidió el bloque de la Coalición Cívica y presentó 154 proyectos, destacándose como uno de los autores y principales impulsores de la Ley N° 4.895, primera ley de Ética en el Ejercicio de la Función Pública de la Ciudad de Buenos Aires. Otros proyectos presentados durante su mandato fueron los de régimen de financiamiento de los partidos políticos, ley orgánica de los partidos políticos de la CABA y de establecimiento de una operatoria que regule la participación pública en plusvalías inmobiliarias generadas por leyes o actos administrativos de la CABA.

## Diputado de la Nación (2013-2017)
En las elecciones legislativas de Argentina de 2013, integró la lista de UNEN encabezada por Elisa Carrió, consiguiendo ser elegido como diputado nacional. Durante ese período, presidió la subcomisión de reforma de la Ley N° 25.188 de Ética en el Ejercicio de la Función Pública, siendo autor del proyecto de reforma integral de la mencionada ley. También presentó proyectos que buscaron regular la donación cruzada de órganos, la eliminación de la pensión vitalicia del presidente y vicepresidente, el sistema de boleta única, el régimen para la publicidad oficial, la garantía de educación laica y el bienestar y protección animal. Además, fue coautor de los proyectos de ley de “Ficha Limpia”, del Régimen de Responsabilidad de Funcionarios Públicos, de imprescriptibilidad de los delitos de corrupción, de extinción de dominio y de acceso a la información pública.

## Sec. de Fortalecimiento Institucional de la JGM (2017-2019)
En el año 2017, en lugar de buscar la renovación de su cargo en la Cámara de Diputados, pasó a integrar el Poder Ejecutivo a cargo de la Secretaria de Fortalecimiento Institucional, dependencia bajo la estructura de la Jefatura de Gabinete que estaba a cargo de Marcos Peña.
Durante su gestión, conformó la Mesa de Integridad, y participó en la elaboración de los proyectos de nueva Ley de Ética Pública y de Sistema Nacional de Estadísticas Públicas enviados al Congreso por el Poder Ejecutivo, como así también en el desarrollo del Plan Nacional Anticorrupción 2019-2023. Asimismo, presidió el Comité de Buen Gobierno Corporativo de Empresas Públicas, integró la Mesa Nacional de Gobierno Abierto y el Comité Académico del Instituto Superior de Control de la Gestión Pública.